# Anja Hammerseng-Edin
Anja Hammerseng-Edin (Porsgrunn, 1983. február 5. –) norvég válogatott kézilabdázó.

## Pályafutása

### Klubcsapatokban
Pályafutását a Stridsklev és a Herøya csapataiban kezdte, majd 2001 nyarán a Gjerpen Håndballhoz igazolt. A Solánál tett kétéves kitérőjét kivéve 2008-ig volt a klub játékosa. Ezt követően a Storhamar Håndball együttesének játékosa lett. Négy év elteltével szerződtette a Larvik HK, amellyel 2013-ban, 2014-ben, 2015-ben, 2016-ban és 2017-ben bajnokságot és Norvég Kupát nyert, valamint a 2012-2013-as szezonban bejutott csapatával a Bajnokok Ligája döntőjébe, ahol a Győri Audi ETO-val szemben maradtak alul. A 2016-2017-es idény végén fejezte be pályafutását.

### A válogatottban
2006-ban mutatkozott be a norvég válogatottban, amelynek színeiben 2013-ig 59 mérkőzésen 143 gólt szerzett. A 2009-es világbajnokságon bronzérmet, a 2012-es Európa-bajnokságon pedig ezüstérmet nyert a csapattal. Utóbbi tornán őt választották meg a kontinenstorna legértékesebb játékosának. A 2013-as világbajnokságot követően mondta le a válogatott szereplést.

## Magánélete
2012. február 2-án házasodott össze Gro Hammersenggel, akivel nyíltan vállalták leszbikus kapcsolatukat és akivel abban az időben csapattársak is voltak a Larvikban.

## Sikerei, díjai
Larvik
- Norvég bajnok: 2013, 2014, 2015, 2016, 2017
- Norvég Kupa-győztes: 2013, 2014, 2015, 2016, 2017
- Bajnokok Ligája-döntős: 2013[7]

Egyéni elismerései
- A 2012-es Európa-bajnokság legértékesebb játékosa (MVP)[8]